# Dominique/Io vorrei
Dominique/Io vorrei è il quarto singolo della cantante italiana Orietta Berti pubblicato nel 1964 dalla casa discografica Polydor.

## Descrizione
Entrambi i brani sono cover italiane, cantante originariamente da Sœur Sourire.
Il brano Dominique è stato uno dei primi successi di Orietta Berti. Nel 1968 Orietta ha cantato il brano nel film Zum Zum Zum - La canzone che mi passa per la testa dove Orietta interpretava Suor Teresa.
Entrambi i brani sono inclusi nel 33 giri Orietta Berti canta Suor Sorriso pubblicato dalla casa discografica Polydor nel 1965.

## Tracce
1. Dominique
2. Io vorrei